# Vilantérol
Le vilanterol est un médicament principalement utilisé pour traiter la bronchopneumopathie chronique obstructive .

## Mode d'action
Il s'agit d'un agoniste des récepteurs β 2 adrénergiques à action prolongée .

## Usage médical
Il peut également être utilisé pour prévenir l’aggravation de l’asthme .La médecine  est inhalé en association avec d'autres médicaments.

## Effets secondaires
Les effets secondaires de ce médicament comprennent une irritation du nez et de la gorge, un muguet ou des douleurs thoraciques. D’autres effets secondaires peuvent inclure l’anaphylaxie ou un bronchospasme .

## Histoire
Le médicament en association avec la fluticasone a été approuvé pour un usage médical aux États-Unis en 2013. Il est également disponible sous les formes umeclidinium/vilanterol et fluticasone/umeclidinium/vilanterol ,. Au Royaume-Uni, un mois de médicaments coûte au NHS environ 20 à 45 livres sterling en 2021. Aux États-Unis, ce montant est d'environ 190 dollars américains .